# Вермейен, Франс
Франс Вермейен (25 марта 1943 — 18 января 2014) — бельгийский футболист, который играл на позиции нападающего, а затем — полузащитника. Он играл в чемпионате Бельгии за «Льерс» и «Антверпен», а также сыграл шесть международных матчей за сборную.

## Карьера
Вермейен начал карьеру в молодёжном составе «Тюрнхаута» и в 1959 году в возрасте 16 лет был приглашён в клуб высшей лиги «Льерс». Он дебютировал в первой команде в том же году на позиции левого вингера. Вермейен забил в том сезоне четыре гола, сыграв восемь матчей. В конце сезона команда стала чемпионом. Вермейен зарекомендовал себя хорошим бомбардиром и регулярно между 1960 и 1962 годами вызывался в молодёжную сборную.
В 1963 году Вермейен сыграл свой первый матч за бельгийскую сборную, и в конце того же года он занял третье место в списке лучших футболистов Бельгии в сезоне. Вермейен сыграл между 1963 и 1965 годами в общей сложности шесть матчей за национальную сборную и забил два гола, оба в 1964 году в игре против Франции, которая проиграла со счётом 3:0.
Также Вермейен продолжал успешно выступать за «Льерс». В 1969 году был выигран кубок Бельгии по футболу после победы над «Моленбеком» со счётом 2:0. Лучшим моментом в его карьере было достижение четвертьфинала Кубка УЕФА 1971/72 сезона, где «Льерс» уступил «Милану» с общим счётом 3:1. Перед этим были пройдены такие клубы, как «Лидс Юнайтед» и ПСВ.
В 1973 году Вермейена приобрёл «Антверпен», и он стал чаще играть в центре поля. В конце своего первого сезона с «Антверпеном» он завоевал серебро чемпионата. В следующем сезоне Вермейен имел не так много игровой практики из-за серьёзной травмы, а в 1975 он окончил свою профессиональную игровую карьеру. В общей сложности Вермейен сыграл 16 сезонов в первом дивизионе, провёл 395 матчей и забил 127 голов.
Вермейен закончил свою игровую карьеру после одного сезона в «Витгор Дессель Спорт», который играл в третьем дивизионе, команда финишировала в середине турнирной таблицы.
Он умер 18 января 2014 года в больнице от инсульта в возрасте 70 лет.